# Shane Hurlbut
Shane Hurlbut, également crédité L. Shane Hurlbut, est un directeur de la photographie américain né en 1964. Originaire de New York, il grandit près du lac Cayuga et est diplômé de la Shouthern Cayuga High School en 1982. Parmi les films auxquels il a contribué figurent The Skulls : Société secrète, Crazy/Beautiful, Terminator Renaissance ou encore La Baby-Sitter.

## Filmographie
Sauf indication contraire, les informations mentionnées dans cette section peuvent être confirmées par la base de données cinématographiques IMDb,  présente dans la section « Liens externes ».

### Directeur de la photographie
- 1997 : The Guardian (téléfilm) de Rob Cohen
- 1998 : Les Rois de Las Vegas (The Rat Pack) (téléfilm) de Rob Cohen
- 2000 : The Skulls : Société secrète (The Skulls) de Rob Cohen
- 2001 : Crazy/Beautiful de John Stockwell
- 2002 : Beat Battle (Drumline) de Charles Stone III
- 2003 : 11:14 de Greg Marcks
- 2005 : Mr. 3000 de Charles Stone III
- 2005 : Bleu d'enfer (Into the Blue) de John Stockwell
- 2005 : Un parcours de légende (The Greatest Game Ever Played) de Bill Paxton
- 2006 : Something New de Sanaa Hamri
- 2006 : Waist Deep de Vondie Curtis-Hall
- 2006 : We Are Marshall de McG
- 2008 : Semi-pro de Kent Alterman
- 2008 : Swing Vote : La Voix du cœur (Swing Vote) de Joshua Michael Stern
- 2009 : Terminator Renaissance (Terminator Salvation) de McG
- 2012 : Act of Valor de Mike McCoy et Scott Waugh
- 2012 : Cold Blood de Stefan Ruzowitzky
- 2014 : Need for Speed de Scott Waugh
- 2015 : Père et Fille (Fathers and Daughters) de Gabriele Muccino
- 2015 : Into the Badlands (série TV) - 6 épisodes
- 2017 : The Adventurers (Xia dao lian meng) de Stephen Fung
- 2017 : The Babysitter de McG
- 2018 : Une famille italienne (A casa tutti bene) de Gabriele Muccino
- 2019 : Le Bout du monde (Rim of the World) de McG

### Réalisateur et scénariste
- 2009 : Terminator Salvation: TechCom (mini-série)

### Autres
- 1988 : Lemon Sky de Jan Egleson (machiniste)
- 1988 : Phantasm 2 de Don Coscarelli (machiniste)
- 1993 : L'otage d'une vengeance (A House in the Hills) de Ken Wiederhorn (électricien de la seconde équipe)